# جوائز سارفاتي للصرف الصحي
جوائز سارفاتي للصرف الصحي أُنشئت في عام 2013 لتكريم الأفراد أو المنظمات التي قدمت مساهمات في الصرف الصحي العالمي والصحة العامة، تمنح الجوائز كل عامين، وسميت على شرف صموئيل سارفاتي مهندس الصرف الصحي الهولندي. أُنشئت بواسطة شبكة المياه العالمية، وشراكة المياه الهولندية وأكوا للجميع، وأُعتمدت من قبل وزارة الخارجية الهولندية من خلال المديرية العامة للتعاون الدولي. انضم إليهم المجلس التعاوني لإمداد المياه والصرف الصحي في 2018.
كانت في الأصل جائزة واحدة ولكن قُسمت الجوائز منذ عام 2015 إلى جائزة سارفاتي للصرف الصحي لإنجازات مدي الحياة وجائزة سارفاتي للصرف الصحي لرجال الأعمال الواعدين، ويرافق هذه الأخير قيمة نقدية قدرها 25000 يورو.

## قائمة الفائزين
- 2013:سنيرجي، وهي شركة كينية تستخدم الصرف الصحي القائم على الحاويات كبديل للمجاري.

- 2015:[2]

1. إنجازات مدى الحياة: د. كمال كار من مؤسسة CLTS.
2. جائزة ريادة الأعمال الشابة: آرت فان دين بوكيل، مدير شركة صافي سنا، وهي شركة هولندية مملوكة تدير خدمات الصرف الصحي في البلدان النامية لإنتاج الطاقة من النفايات.

- 2017:

1. إنجازات مدى الحياة: ساشا كرامر، المؤسس المشارك لـسويل، التي تقدم خدمات الصرف الصحي في هايتي.
2. رائد أعمال شاب: جمعية فنيش، التي توفر الصرف الصحي مع الشمول المالي والرعاية الصحية وإدارة النفايات.

- 2019:

1. إنجازات مدى الحياة: جوكين أربوثام، المؤسس المشارك ورئيس منظمة سكان الأحياء الفقيرة الدولية، وهي حركة شعبية عالمية لفقراء المدن.
2. رجل أعمال واعد: التعادل بين أكس رونر في بيرو وتايقر تيلوت في الهند، كما رشحت شركة لايف كلين زامبيا.[3][4]